# لوکاس کروزه
لوکاس کروزه (انگلیسی: Lukas Kruse؛ زادهٔ ۹ ژوئیهٔ ۱۹۸۳) بازیکن فوتبال اهل آلمان است.
از باشگاه‌هایی که در آن بازی کرده‌است می‌توان به باشگاه فوتبال پادربورن، باشگاه فوتبال آگسبورگ، و باشگاه فوتبال بروسیا دورتموند اشاره کرد.